# پیراسیکابا
پیراسیکابا (به پرتغالی: Piracicaba) یک شهر در برزیل است که در ایالت سائو پائولو واقع شده‌است.

## خصوصیات
پیراسیکابا ۳۹۱٬۴۴۹ نفر جمعیت دارد.
== جستارهای وابسته == هاروستر
- فهرست شهرهای برزیل